# نصب مهاتما غاندي
نصب مهاتما غاندي التذكاري (بالروسية: Памятник Махатме Ганди) هو نصب تذكاري يقع في العاصمة الروسية موسكو، مُخصّص للزعيم السياسي والروحي الهندي مهاتما غاندي (1869-1948 م).

## تاريخ
يعد نصب المهاتما غاندي هدية من الحكومة الهندية وشعبها إلى موسكو. تم افتتاحه رسميًا في 8 يوليو 1988.
يُصوّر النصب غاندي مرتديًا ملابسا تقليدية ويخطو خطوة للأمام ممسكا بعصا. تجسد هذه الصورة الزهد الروحي لغاندي.